# 神世希
神世希（しんせいき）は、日本の小説家、ライトノベル作家。

## 略歴
2009年8月、第2回講談社BOX新人賞“Powers”で、原稿用紙換算2170枚（応募時）の小説『神戯（じんぎ）―DEBUG PROGRAM― Operation Phantom Proof』が大賞に相当するPowersを受賞（新沢克海と同時受賞）。翌2010年12月、同作が講談社BOXのPowers BOX第二弾として刊行されデビューした。
この『神戯』は、著者が生まれて初めて完成させた小説だという。

## 作品リスト
単行本
- 神戯―DEBUG PROGRAM― Operation Phantom Proof （2010年12月、講談社BOX Powers BOX、ISBN 978-4-06-283747-7） - イラスト：mebae
- DEUSLAYER （2011年8月、講談社BOX、ISBN 978-4-06-283779-8） - イラスト：遠田志帆 - 講談社BOX『BOX-AiR』零号（2011年2月）から5号（2011年8月）まで連載[3]
- 未来方程式―fate equation― （2011年9月、講談社BOX Powers BOX、ISBN 978-4-06-283782-8） - イラスト：mebae

短編
- 探偵士見習いの事件簿 : EQX （電子雑誌『BOX-AiR』23号、2013年2月）